# Kuntomintar
Kuntomintar (en rus: Кунтоминтар) és un estratovolcà del Plistocè que es troba a l'extrem sud de l'illa Xiaixkotan, a les illes Kurils, Rússia.
El volcà consta d'un con central que omple una caldera de 4-4,5 km d'amplada. Una segona caldera està situada al costat oest i es troba trencada a l'oest. El cim s'eleva fins als 828 msnm. L'única activitat postglacial coneguda són les fumaroles que s'originen prop de la paret est de la caldera interior i una font de sofre calenta propera.